# アメリカ海軍原子炉施設
アメリカ海軍原子炉施設（アメリカかいぐんげんしろしせつ、Naval Reactors Facility, NRF) は、アメリカ合衆国エネルギー省アイダホ国立研究所の一施設であり、アイダホフォールズの北西52マイルにある。NRFは海軍用原子炉の研究施設であり、過去には原型炉のA1W（稼働期間：1959年9月～1994年1月）、S1W（同：1953年5月～1989年10月） および S5G（同：1965年から1995年3月） が設置されていた。政府との請負契約により、ベティス原子力研究所（英語版）やノルズ原子力研究所（英語版）とともに2009年から、ベクテル（Bechtel Marine Propulsion Corporation, BMPC）が運営している。

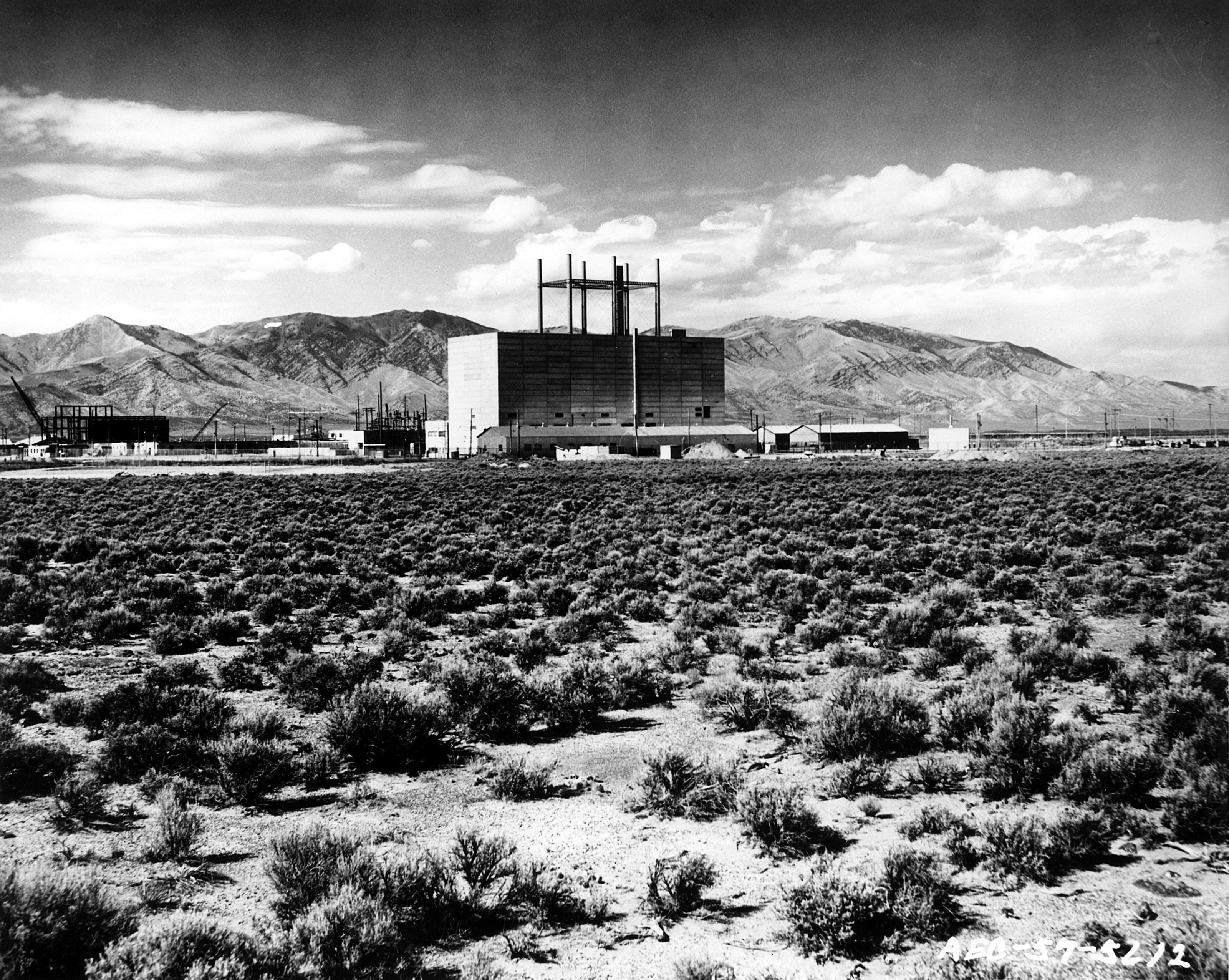

1950年代初めから1990年代中頃まで、NRFはアメリカ海軍の原子力艦隊を原子炉の試験や使用済み核燃料の処理・保管、水上艦および潜水艦の原子炉運転に携わる約3万8500人の要員の訓練などを行うことで支えてきた。
現在では、アメリカ海軍艦艇から出る使用済み核燃料を貯蔵する乾式保管施設と、廃止措置作業中の原子炉施設のみが稼働している。1995年の「アイダホ和解協定」は、すべての海軍使用済み核燃料を2023年までに乾式貯蔵し、2035年までにアイダホから撤去することを要求している。

## 参考資料
- About INL Facilities: Naval Reactors Facility (NRF)
- Expended Core Facility / Dry Storage Facility
- STR (Submarine Thermal Reactor) — Reactors Designed by Argonne National Laboratory: LWR Technology Development